# 1377
| 1377               |
| ------------------ |
| Dødsfald - Fødsler |
|                    |

| Gregoriansk kalender | 1377 MCCCLXXVII         |
| Ab urbe condita      | 2130                    |
| Armensk kalender     | 826 ԹՎ ՊԻԶ              |
| Kinesiske kalender   | 4073 – 4074 丙辰 – 丁巳 |
| Etiopisk kalender    | 1369 – 1370             |
| Jødisk kalender      | 5137 – 5138             |
| Hindukalendere       |                         |
| - Vikram Samvat      | 1432 – 1433             |
| - Shaka Samvat       | 1299 – 1300             |
| - Kali Yuga          | 4478 – 4479             |
| Iransk kalender      | 755 – 756               |
| Islamisk kalender    | 779 – 780               |

Konge i Danmark: Oluf 2. 1376-1387
Se også 1377 (tal)

## Dødsfald
- 13. april – Guillaume de Machaut, fransk komponist (Messe de Notre Dame) og digter.
- 21. juni – Edward III, konge af England.